# Ornithidium multicaule
Ornithidium multicaule är en orkidéart som först beskrevs av Eduard Friedrich Poeppig och Stephan Ladislaus Endlicher, och fick sitt nu gällande namn av Heinrich Gustav Reichenbach. Ornithidium multicaule ingår i släktet Ornithidium och familjen orkidéer. Inga underarter finns listade i Catalogue of Life.